# Rhyacophila pellisa
Rhyacophila pellisa är en nattsländeart som beskrevs av Ross 1938. Rhyacophila pellisa ingår i släktet Rhyacophila och familjen rovnattsländor. Inga underarter finns listade i Catalogue of Life.